# Donemus
Stichting Donemus Beheer en Donemus Publishing BV zijn gevestigd in Rijswijk. Donemus (afgeleid van documentatiecentrum Nederlandse muziek, tevens "laten wij geven" in het Latijn) is het Nederlandse instituut dat zich bezighoudt met de documentatie van hedendaagse muziek, gecomponeerd in Nederland. Donemus Publishing BV is het Nederlandse agentschap van International Standard Music Number (ISMN).
Donemus werd in 1947 opgericht met als doel om, in samenwerking met de stichting Nederlandse Muziekbelangen, de scheppende Nederlandse toonkunst in binnen- en buitenland te steunen en te bevorderen door het aanleggen van een bibliotheek en documentatiemateriaal op grammofoonplaten en geluidsbanden. De grondslag werd aanvankelijk gevormd door de collectie van Johan A. Alsbach. Van 1 januari 2008 tot 1 januari 2013 maakte Donemus deel uit van Muziek Centrum Nederland (MCN). Toen MCN werd opgeheven ging Donemus in afgeslankte vorm zelfstandig verder. Veel originele manuscripten zijn ondergebracht bij het Nederlands Muziek Instituut; Donemus werkt met digitale versies.
Oorspronkelijk actief als uitgever van partituren, publiceerde Donemus van circa 1960 tot 2000 tevens een serie opnames, eerst op LP's en later op CD's, onder de naam Composers' Voice (CV). Het eerst omvangrijke archief aan handgeschreven partituren werd in het begin van de 21e eeuw voor een groot deel aan de componisten teruggezonden; tegenwoordig wordt er hoofdzakelijk een digitaal archief bijgehouden.
De afdeling NEAR houdt zich bezig met elektroakoestiek.